# Gutshaus Bennstedt

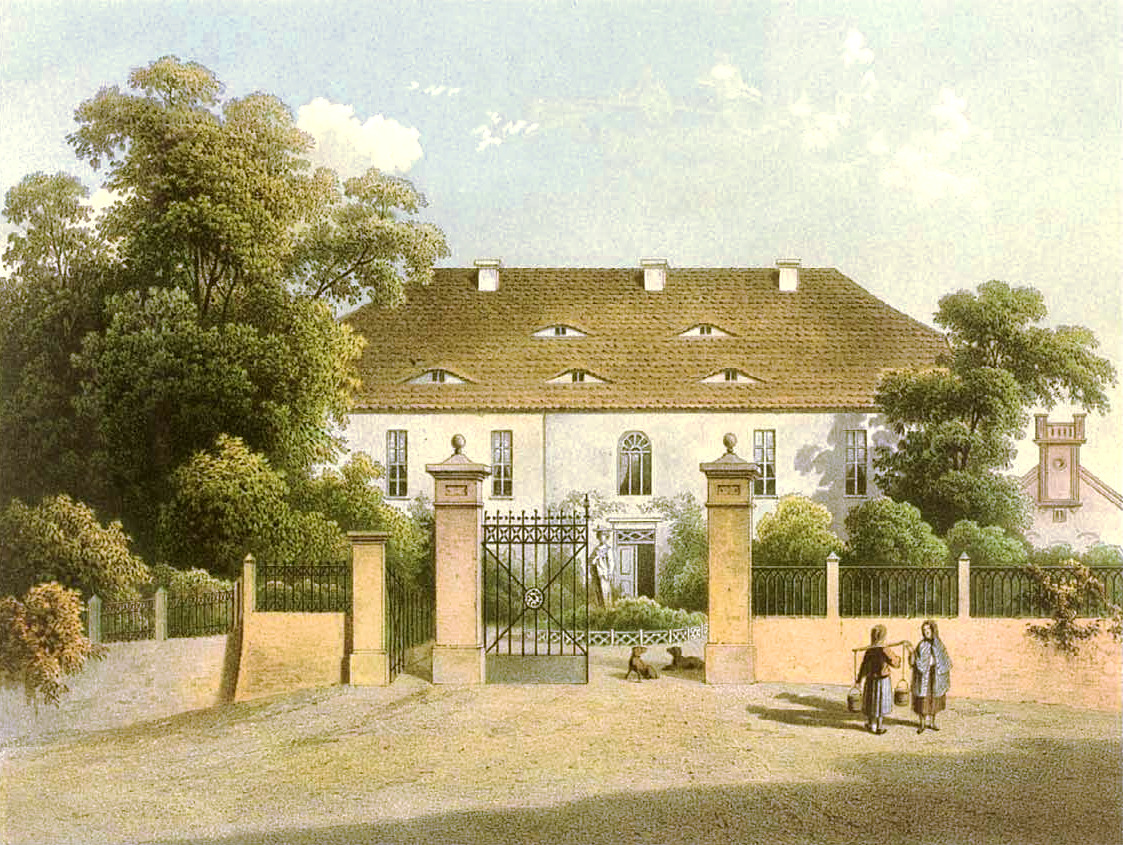
Gutshaus in Bennstedt zwischen 1857 und 1883 (Sammlung Duncker)

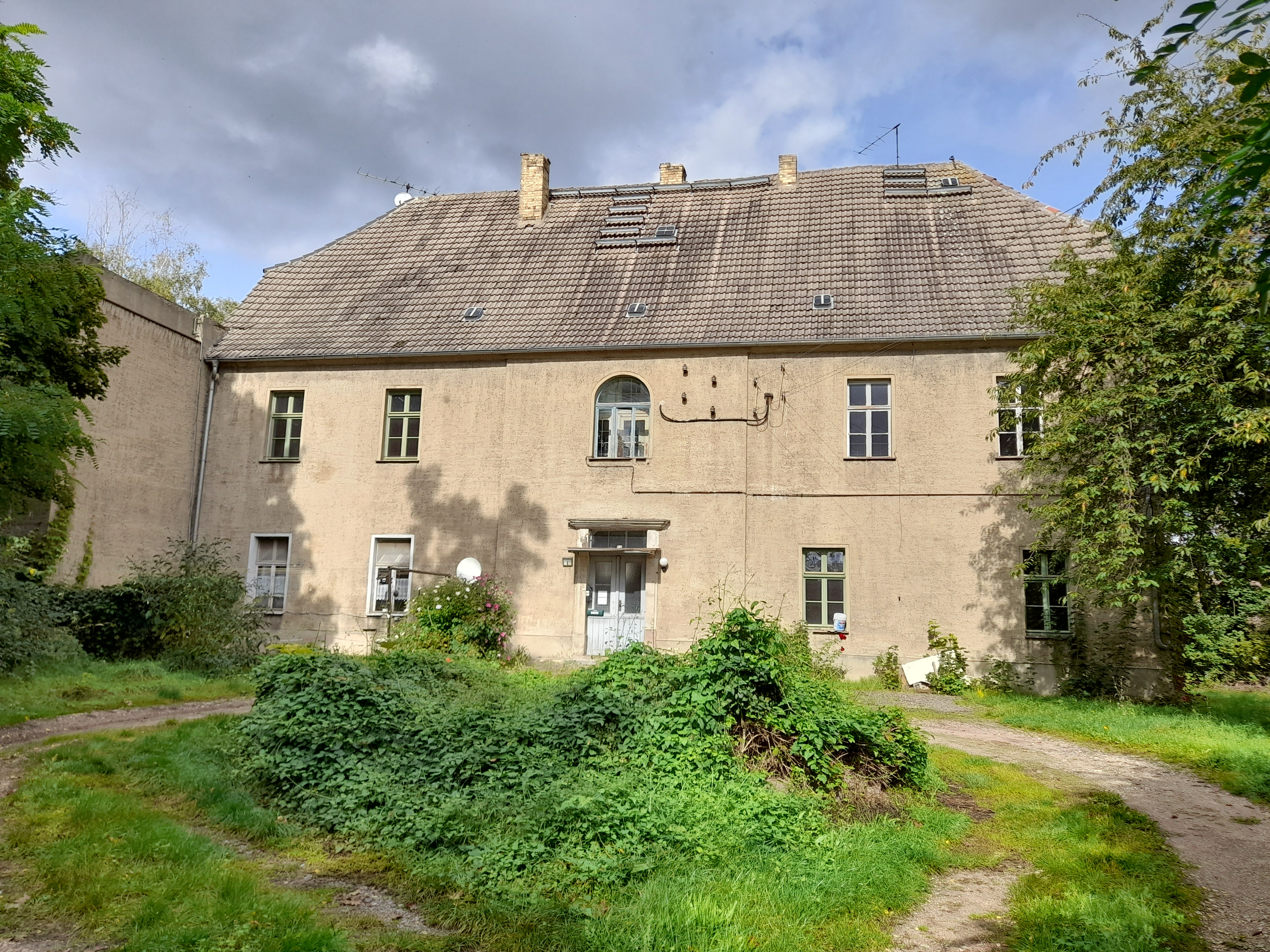
Gutshaus Bennstedt 2021

Das Gutshaus Bennstedt ist ein denkmalgeschütztes Gutshaus in der Ortschaft Bennstedt der Gemeinde Salzatal in Sachsen-Anhalt. Im örtlichen Denkmalverzeichnis ist das Gebäude unter der Erfassungsnummer 094 76731 als Baudenkmal verzeichnet.
Das Gebäude steht auf einer kleinen Anhöhe, unter der Adresse Lieskauer Straße 1, in Bennstedt. Unter dem Gebäude befinden sich mehrere Kellergewölbe.

## Geschichte
Das Gutshaus Bennstedt war einst eine Burg, ebenso wie das Schloss in Lettin oder das Schloss in Burgwerben. Ursprünglich war das Bauwerk eine Wasserburg, deren Teich im Laufe der Zeit zugeschüttet und in einen Park verwandelt wurde. Das genaue Alter der Burg ist nicht bekannt. Eine Immobilienfirma datierte das Gebäude in einer Verkaufsanzeige auf das Jahr 1280. Die Burg wurde 1267 erstmals in einer Urkunde erwähnt. Die Familie von Bennstedt wird bereits eher erwähnt. Eine Schenkungsurkunde an den Deutschen Orden aus dem Jahr 1246 nennt gleich 7 Personen mit dem Namen von Bennstedt als Zeugen.
Das Gutshaus – üblicherweise als Schloss bezeichnet – war über mehrere Jahrhunderte im Besitz des Adelsgeschlechtes von Trotha und ging später in den Besitz der Marschälle von Bieberstein über. Diese verkauften es im 18. Jahrhundert an einen Prinz von Preußen und dann an die Familie Koch.

## Parkanlage
An der Stelle der Parkanlage westlich des Gutshauses, am sogenannten Schlosspark, befanden sich Teiche der Wasserburg Bennstedt. Von der einstigen Pracht zeugen noch fünf erhaltene obeliskförmige Töpfe. Sie weisen Bohrungen auf. Möglicherweise wurde an ihnen jeweils eine Tafel angebracht oder sie dienten als Beetbegrenzung und waren durch Ketten oder Bänder miteinander verbunden. Am nördlichsten Topf befindet sich am Sockel eine Inschrift, die bisher nicht entziffert werden konnte. Die genaue Herkunft der Töpfe ist ungeklärt, die Familie von Bieberstein soll beim Bau des Schlossparks und dem Verkauf des Anwesens alle Figuren aus dem Park entfernt haben. Die Töpfe weisen eine starke Ähnlichkeit mit dem Halbmeilenstein von Beiderseee und anderen Meilensteinen um 1800 auf. Von den Figuren, die den Park einst schmückten, bestand die Flora noch einige Jahre, ist heute auch nicht mehr erhalten.